# 16-й отдельный батальон Национальной гвардии Украины
16-й отдельный батальон Национальной гвардии Украины (укр. 16-й окремий батальйон НГ, (16 ОБ НГУ, в/ч 3056)) — воинская часть Национальной гвардии Украины. Входит в состав Южного оперативно-территориального объединения Национальной гвардии Украины. Место дислокации — Херсон.

## История
Сформирован 2 января 1992 года на базе 131-го отдельного специального моторизованного батальона милиции Внутренних войск МВД СССР (в/ч 5511) как 8-й отдельный батальон Национальной гвардии Украины (в/ч 8411) в городе Херсон в составе 3-й дивизии Национальной гвардии Украины (в/ч 2230).
С июня по декабрь 1992 года участие в мирном урегулировании Вооружённого конфликта в Приднестровье.
Пресечение беспорядков в АР Крым в 1994-1995 году
Указом Президента Украины от 20 января 1995 года передан в состав Внутренних войск МВД Украины, где стал 16-м отдельным специальным моторизованным батальоном Внутренних войск МВД Украины (в/ч 3056).

## Структура
- 1-я патрульная рота[1];
- 2-я патрульная рота;
- патрульная рота на автомобилях;
- 4-я стрелковая рота;
- кинологическая група;
- медицинский пункт[2].

## Командование
- подполковник Вакуленко Сергей Николаевич (2020)
- подполковник Кузьмич Руслан Александрович (с 2020 по н.в.)